# Peter van den Berg
Peter Alexander van den Berg (* 19. Dezember 1971 in Rotterdam), kurz Peter van den Berg, ist ein ehemaliger niederländischer Fußballspieler und heutiger -trainer.

## Spielerkarriere
Peter van den Berg begann seine Profikarriere 1989 bei Excelsior Rotterdam in der Eerste Divisie, der zweiten niederländischen Liga. In der Saison 1991/92 qualifizierte sich sein Team für die Aufstiegs-Playoffs. In der Gruppenphase scheiterte Rotterdam jedoch am FC Den Bosch und dem FC Eindhoven. 3 Jahre später spielte van den Berg erneut mit seiner Mannschaft um den Aufstieg, diesmal scheiterte man am Erstligisten Go Ahead Eagles Deventer. Nach dem zweiten geplatzten Aufstieg wechselte der rechte Abwehrspieler zum Ligakonkurrenten SC Cambuur-Leeuwarden. Bereits in seiner ersten Saison erreichte er mit seiner neuen Mannschaft die Playoff-Spiele um den Aufstieg. Doch auch bei Cambuur sollte der Aufstieg nicht gelingen und man erreichte nur einen Punkt aus 6 Playoff-Spielen. In der Folgesaison bot sich ein ähnliches Szenario als van den Bergs Mannschaft nach einem sehr guten zweiten Tabellenplatz in der Aufstiegsrunde scheiterte. Beim SC Cambuur erhielt der rechte Abwehrspieler aufgrund seiner langen Haare und den starken Leistungen den Spitznamen Highlander.
Im Sommer 1997 wechselte Peter van den Berg zum Erstligaabsteiger AZ Alkmaar. Unter Trainer Willem van Hanegem gelang dem Team die souveräne Meisterschaft und damit für van den Berg der Sprung in die erste Liga. In den Aufstiegsspielen hatte es diese Saison auch sein ehemaliger Verein SC Cambuur geschafft. In der Eredivisie gelang ihm mit Alkmaar ein beachtlicher neunter und siebter Tabellenplatz in den zwei folgenden Jahren. Nach der Saison 1999/2000 wechselte van den Berg zum Ligakonkurrenten RKC Waalwijk, die sich für die dritte Runde des UEFA Intertoto Cup 2000 qualifiziert hatte. Dort scheiterte man jedoch am damaligen englischen Erstligisten Bradford City. Dennoch waren es van den Bergs erste Pflichtspieleinsätze auf internationalem Boden. Unter dem Erfolgstrainer Martin Jol gelang Waalwijk auch in der Folgesaison die Qualifikation zum UEFA Intertoto Cup. Erneut scheiterte die Mannschaft jedoch im ersten Spiel, diesmal gegen den deutschen Vertreter TSV 1860 München. In den beiden folgenden Jahren spielte der rechte Abwehrspieler mit seiner Mannschaft im Mittelfeld der Liga.
2003 wechselte er zu Feyenoord Rotterdam und damit zurück in seine Heimatstadt. In der Liga erreichte er mit seinem Team den dritten Tabellenplatz und damit dieselbe Position wie in der Vorsaison. Im UEFA-Pokal 2003/04 scheiterte sein Team bereits in der zweiten Runde am tschechischen Vertreter FK Teplice. Durch die feststehenden Verpflichtungen von Karim Saidi und Pascal Bosschaart verließ er Rotterdam nach der Saison wieder und wechselte zu Vitesse Arnhem, wo er bis 2006 spielte. Danach ging van den Berg zum Zweitligisten FC Den Bosch. Wie bereits zu Beginn seiner Karriere spielte seine Mannschaft stets eine gute Saison und scheiterte in den Aufstiegsplayoffs zur ersten Liga. Nach der Saison 2008/09 beendete er offiziell seine Profikarriere.

## Trainerkarriere
Nach der aktiven Spielerlaufbahn wurde Peter van den Berg in seiner Heimatstadt Rotterdam Angestellter bei Sparta. Zunächst für zwei Jahre im Scoutingbereich tätig, übernahm er ab 2011 die Juniorenmannschaft als Cheftrainer. Ein Jahr später wurde er zusätzlich Assistenztrainer bei den Profis. Unter fünf verschiedenen Cheftrainern, darunter der bekannte Henk ten Cate, versuchte Rotterdam während dieser Zeit den Wiederaufstieg in die höchste niederländische Spielklasse zu erlangen, scheiterte jedoch immer wieder in den Aufstiegsplayoffs. Im Februar 2015 übernahm van den Berg den Trainerposten beim Zweitligaschlusslicht RKC Waalwijk, konnte an der Tabellensituation jedoch nichts mehr ändern. Aufgrund der seinerzeit gültigen Regularien stieg der Verein am Saisonende nicht ab und spielte weiter in der Eerste Divisie. In der Saison 2016/17 führte er Waalwijk ins Mittelfeld der Liga. Im anschließenden Aufstiegsplayoff scheiterte man aber in der ersten Runde am FC Emmen. 2017 startete van den Berg mit seinem Team schlecht in den Ligabetrieb. Nach nur vier Siegen aus 19 Spielen wurde er im Dezember entlassen.
Seit Juli 2018 trainiert er die Reserve von Feyenoord Rotterdam, besser bekannt als Jong Feyenoord.